# Odredba št. 227
Odredba št. 227 (rusko Приказ № 227, Prikaz № 227) je bila odredba, ki jo je 28. julija 1942 izdal Josif Stalin, ki je takrat opravljal funkcijo Ljudskega komisarja za obrambo. Z njo je odredil ustanovitev kazenskih bataljonov (штрафбат, štrafbat), v katere so poveljniki vključevali obsojence vojaških sodišč in jih pošiljali na najnevarnejše dele fronte. Poleg tega je naložil vsaki armadi ustanovitev zapornih enot za bojnimi črtami, ki bi streljale na »paničarje in strahopetce«.
Odredba je znana tudi po frazi »Niti korak nazaj!« (Ни шагу назад!, Ni šagu nazad!), ki je v poletju leta 1942 postala glavni slogan sovjetske propagande.
- Odredba št. 227
- Stran 1
- Stran 2
- Stran 3
- Stran 4
- Stran 5
- Stran 6
- Stran 7